# Thyestés
Thyestés (řecky Θυέστης, latinsky Thyestes) je v řecké mytologii syn élidského krále Pelopa a jeho manželky Hippodameie.
Thyestés vyplnil svůj život nesmiřitelným bojem se svým bratrem Átreem o mykénský trůn, který byl provázen mimořádnými krutostmi a rafinovanými způsoby pomsty. Nejděsivější z nich jsou Thyestovy hody, které mu Átreus přichystal a vydával za gesto smíření. Thyestés nakonec dosáhl bratrovy smrti a stal se mykénským králem, sám však byl zabit jeho synem Agamemnónem, který pak převzal vládu.
Thyestés incestně zplodil se svou dcerou Pelopeiou syna Aigistha, který zavraždil svého adoptivního otce Átrea a stal se tak nástrojem Thyestovy pomsty. Nakonec zabil i Agamemnóna a toho zas pomstil jeho syn Orestés. Vina a krutosti tak v rodě pokračovaly i po smrti obou bratrů.

## Mytologický příběh
V rodině Thyesta a jeho bratra proslul krutostí už jejich děd Tantalos, který svého syna Pelopa zabil, naporcoval a předložil bohům k hostině, a to jenom proto, aby se přesvědčil, zda jsou opravdu tak vševědoucí, jak se tvrdí. Byli, a Tantalos skončil v podsvětí a do konce všech dob tam zažívá muka.
První zločin spáchal Thyestés společně s bratrem Átreem, a to dokonce na pobízení jejich matky Hippodameie. Zabili totiž svého nevlastního bratra Chrýsippa, jehož matkou byla milenka krále Pelopa, nymfa Axioché. Důvodem byla pomsta otcovy nevěry a také odstranění možného uchazeče o trůn. O tomto činu však jsou vyprávěny i jiné verze, totiž, že oba bratři odmítli plány své matky a ona poté Chrýsippa zavraždila sama, přičemž chtěla čin svést na thébského krále Láia. Dokonce se ani nevylučovala možná Chrýsippova sebevražda poté, co byl králem Láiem unesen a stal se jeho milcem. Ať tak či tak, oba bratři poté uprchli před hněvem svého otce z Élidy a našli útočiště v Mykénách.
Tam kraloval Eurystheus, proslavený především tím, že mu sloužil největší hrdina Héraklés. V tomto čase Eurystheus už pronásledoval Héraklovy potomky, na této válečné výpravě byl však poražen a zabit trestající rukou Alkmény, Héraklovy matky. Eurystheus nezanechal následníka, Mykéňané si tedy vybrali za svého krále Átrea.
Pomohlo mu k tomu, že ve svých stádech objevil beránka se zlatým rounem. Toho tam nastražila s pomocí Pana bohyně Artemis, jíž Átreus už kdysi slíbil obětovat nejlepší ze svých stád. Měla to být zkouška, zda Átreus obětuje celé stádo. Udělal to tak napolo – maso beránka obětoval, zlatou kůži si však ponechal, protože věštba stanovila, že majitel beránka bude vládnout v Mykénách.
Thyestés se o kůži beránka se dozvěděl z bratrova vychloubání. Lstivě vyhledal Átreovu novomanželku Áeropé, která se do něj zamilovala a on byl ochoten se s ní za beránka sblížit. Spolu s ní beránka ukradli. (Později ji její manžel hodil do moře.) Když se Átreus veřejně ucházel o mykénský trůn, uváděl své právo prvorozeného a zdůrazňoval své vlastnictví beránka. Thyestés ho lstivě nechal prohlásit, že bude následníkem trůnu ten, kdo beránka vlastní. Nato vedl všechny do svého domu a beránka jim ukázal. Vzápětí byl prohlášen právoplatným králem.
To vše bedlivě sledoval nejvyšší bůh Zeus nakloněný Átreovi a poslal k němu boha Herma s nápovědou: „Zeptej se Thyesta, jestli se vzdá svého nároku na trůn, když slunce půjde po obloze pozpátku.“ Thyestés klidně souhlasil. Nato Zeus a bohyně sváru Eris zařídili, že bůh slunce Hélios obrátil sluneční vůz zpět, obrátily se i hvězdy a ten večer zapadalo slunce na východě. To se obrátilo proti Thyestovi a Mykénští ho poslali do vyhnanství.
Thyestés vzal s sebou Átreova syna Pleisthena a vychoval ho k nenávisti k otci. Když chlapec dospěl, poslal ho do Mykén, aby zavraždil Átrea. Jenže stal se opak, Átreus zabil mladíka, ve kterém až dodatečně poznal svého vlastního syna. To rozpoutalo další krvavé historie.
Átreus lákal Thyesta do Mykén, sliboval mu milost a půl království. Thyestés to pozvání přijal, zasedli a hodovali. Když už byli skoro u konce, vzpomněl si Thyestés na své syny a požádal, aby pro ně poslali. Átreus povolal sluhy a ti přinesli velké mísy, na nich krvavé hlavy, ruce a nohy Thyestových synů Tantala a Pleisthena. Thyestés hrůzou oněměl, pak požádal o vydání mrtvých těl k pohřbení – a dozvěděl se, že si na nich před chvílí pochutnával.
Tento hrozný zločin museli bohové potrestat, pomohli pro tuto chvíli Thyestovi k útěku. Na Mykény poté seslali neúrodu, která měla trvat až do Thyestova návratu. Átreus dal bratra hledat, ale objevil jenom jeho posledního syna Aigistha, jehož matkou byla Thyestova vlastní dcera Pelopia, znásilněná mužem, o němž netušila, kdo je. Átreus přivedl Aigistha do Mykén a vychoval ho jako vlastního se svými syny Agamemnonem a Meneláem. A právě tito dva Thyesta vypátrali a přivedli do Mykén. Átreus uvrhl bratra do vězení a poručil Aigisthovi, aby ho zabil. Jakmile však mladíka v kobce Thyestés spatřil, hned poznal svého syna a stačilo pár slov na projednání pomsty. Aigisthos se vrátil ke králi a oznámil, že je splněno. Átreus připravoval na mořském břehu obětní hranici, ale Aigisthos ho probodl stejným mečem, kterým měl zabít svého otce.
Na mykénský trůn poté zasedl Thyestés a vládl „těžkou rukou“ společně se svým synem Aigisthem. Ta vláda však neměla dlouhé trvání. Átreův syn Agamemnón, který i s bratrem Meneláem po smrti svého otce uprchl do Sparty ke králi Tyndareovi, se u Thyesta ohlásil jako cizinec. Když však vstoupil do královské síně, tasil meč a jedinou ranou meče ho zabil. Poté vyhnal také Aigistha a prohlásil se za mykénského krále.
Bratři Thyestés a Átreus asi drží prvenství ve zradě a úkladných vraždách v boji o trůn, rozhodně se však v historii najde mnoho jejich následovníků.

## Odraz v umění
Téma bratrské krvavé nenávisti zpracovali dramatici starověku Aischylos, Sofoklés a Eurípidés, stejně jako novověcí Racine, Goethe, Hauptmann nebo Sartre.